# Airto Moreira
Airto Moreira (* 5. srpna 1941 Itaiópolis, Brazílie) je brazilský jazzový bubeník a perkusionista. V šedesátých letech byl členem skupiny Sambalanço Trio. V roce 1968 se přestěhoval do USA, kde spolupracoval s hudebníky, jako byli Walter Booker, Joe Zawinul a Miles Davis, se kterým vydal album Bitches Brew (1970). Rovněž spolupracoval se skupinami Return to Forever a Weather Report. Vydával též vlastní alba. Jeho manželkou je zpěvačka Flora Purim a dcerou Diana Moreira, rovněž zpěvačka.